# Lindsay Robertson
Lindsay Robertson (* 28. Juni 1958) ist ein ehemaliger britischer Marathonläufer.
1987 gewann er den Frankfurt-Marathon mit seiner persönlichen Bestzeit von 2:13:30 h. Außerdem siegte er 1984, 1985 und 1987 beim Tiberias-Marathon.
Lindsay Robertson startete für den Edinburgh AC.